# 无锡南洋职业技术学院
31°29′43″N 120°14′26″E / 31.49536°N 120.24049°E
无锡科技职业学院，是位于江苏省无锡市鼋头渚风景区的一所民办普通专科高校。

## 历史
- 1998年6月，创建无锡科技职业学院。
- 1999年起，先后与澳大利亚新英格兰大学、爱尔兰高威理工学院（英语：Galway-Mayo Institute of Technology）、美国圣玛丽大学合作办学。

## 专业设置
- 汽车工程与管理学院
- 数字艺术系
- 新英格兰学院
- 国际商学系
- 电子与信息工程系
- 旅游管理系
- 建筑工程系
- 继续教育学院